# Pin galben

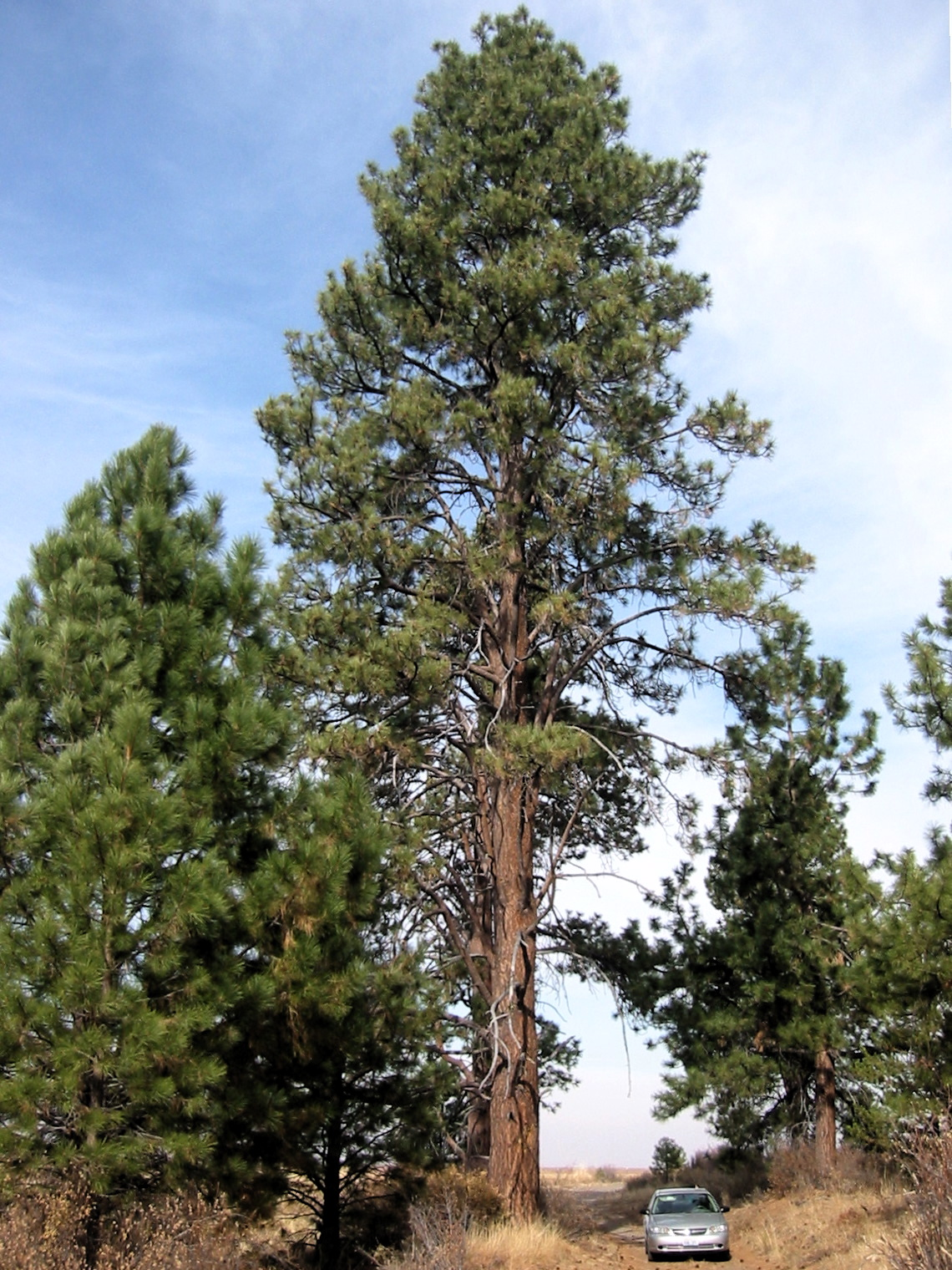
Exemplar matur de Pinus ponderosa

Pinul galben (Pinus ponderosa), este cel mai răspândit conifer de pe coasta de vest a Americii de Nord.

## Descriere
Acest arbore are o înălțime de până la 40 m și un diametru al trunchiului de până la 1,5 m. Frunzele sunt aciforme, având o lungime de până la 15 - 20 cm, fiind grupate câte 3 - 5, în funcție de subspecie. Conurile sunt sferice, mici, cu o lungime de până la 4 cm. Lemnul este dur și are o culoare galbenă - maro. 

## Răspândire
Se găsește din Columbia Britanică (Canada) până în nord-vestul Mexicului.